# Journal d'un scélérat
Pour plus de détails, voir Fiche technique et Distribution.
Journal d'un scélérat est un film français réalisé par Éric Rohmer, tourné au printemps 1950.
Il est aujourd'hui considéré comme perdu.

## Synopsis
Libre adaptation de Folies de femmes (Foolish Wives), film d'Erich von Stroheim, sorti en 1922.

## Fiche technique
- Réalisation : Éric Rohmer
- Scénario : Paul Gégauff, Éric Rohmer
- Montage : Éric Rohmer
- Pays d’origine :  France
- Langue originale : français
- Format : noir et blanc — 16 mm — 1,33:1 — Film muet[3].
- Durée : 30 minutes selon certaines sources[3],[4], 50 minutes selon d'autres[2]

## Distribution
- Paul Gégauff : H...
- Josette Sinclair : Françoise [1]